# Sebastian im Traum
Sebastian im Traum (Sebastians dröm) är ett orkesterverk med musik av Hans Werner Henze.

## Historia
Verket baseras på dikten med samma namn av Georg Trakl och är en femton minuters komposition för stor orkester. Den komponerades 2004 och var en gemensam beställning av Eduard van Beinum Foundation, New York Philharmonic, Zürich Tonhalle och Concertgebouworkestern.
Enligt Henze:
Musiken försökte följa spåren av poetens ord (som någon med en filmkamera försöker fånga händelseförloppet eller som en annan kanske tar ner kommunikationen av ämnet i stenografi) och den har en djup relation till Salzburg - till ... temperaturer och parfymer, till den rustika barocken, till det bibliska, till träkrucifixet, till dödens närhet, till månskenet, till trakliska aftonsonater ... Vi hör ständigt olika karaktärer, nya kommer och går, dyker upp, lyser och försvinner.
Den uruppfördes den 22 december 2005 på Concertgebouw, med Mariss Jansons som dirigent. Samma besättning spelade senare in den som en del av en två-CD-uppsättning med Mahlers sjätte symfoni på orkesterns eget skivbolag.